# Општина Пачука де Сото (Идалго)
Пачука де Сото (шп. Pachuca de Soto) општина је у Мексику у савезној држави Идалго. Општина се налази на надморској висини од 2382 м.

## Становништво
Према подацима из 2010. у општини је живело 267862 становника.

### Хронологија
| Година       | 2000                     | 2005                     | 2010                     |
| ------------ | ------------------------ | ------------------------ | ------------------------ |
| Становништво | 245208 (117022 / 128186) | 275578 (131065 / 144513) | 267862 (127236 / 140626) |

### Попис
| \| \| м \| \| \| ж \| \| 0—2 \| 6.121 \| \| \| 5.880 \| \| 3—5 \| 6.730 \| \| \| 6.636 \| \| 6—11 \| 13.673 \| \| \| 13.175 \| \| 12—14 \| 6.742 \| \| \| 6.618 \| \| 15—17 \| 7.579 \| \| \| 7.292 \| \| 18—24 \| 17.717 \| \| \| 18.636 \| \| 60+ \| 10.063 \| \| \| 13.277 \| \| Просек : \| 29,8 \| \| \| 31,6 \| |        |  |  |        |
| |        |  |  |        |
| | м      |  |  | ж      |
| 0—2 | 6.121  |  |  | 5.880  |
| 3—5 | 6.730  |  |  | 6.636  |
| 6—11 | 13.673 |  |  | 13.175 |
| 12—14 | 6.742  |  |  | 6.618  |
| 15—17 | 7.579  |  |  | 7.292  |
| 18—24 | 17.717 |  |  | 18.636 |
| 60+ | 10.063 |  |  | 13.277 |
| Просек : | 29,8   |  |  | 31,6   |

| #   | Индикатор                                                                                        | Вредност |
| --- | ------------------------------------------------------------------------------------------------ | -------- |
| 1   | Становништво од 0 до 2 године                                                                    | 12001    |
| 2   | Мушко становништво од 0 до 2 године                                                              | 6121     |
| 3   | Женско становништво од 0 до 2 године                                                             | 5880     |
| 4   | Становништво са 3 и више година                                                                  | 250875   |
| 5   | Мушко становништво са 3 и више година                                                            | 118629   |
| 6   | Женско становништво са 3 и више година                                                           | 132246   |
| 7   | Становништво са 5 и више година                                                                  | 241940   |
| 8   | Мушко становништво са 5 и више година                                                            | 114153   |
| 9   | Женско становништво са 5 и више година                                                           | 127787   |
| 10  | Становништво са 12 и више година                                                                 | 210661   |
| 11  | Мушко становништво са 12 и више година                                                           | 98226    |
| 12  | Женско становништво са 12 и више година                                                          | 112435   |
| 13  | Становништво са 15 и више година                                                                 | 197301   |
| 14  | Мушко становништво са 15 и више година                                                           | 91484    |
| 15  | Женско становништво са 15 и више година                                                          | 105817   |
| 16  | Становништво са 18 и више година                                                                 | 182430   |
| 17  | Мушко становништво са 18 и више година                                                           | 83905    |
| 18  | Женско становништво са 18 и више година                                                          | 98525    |
| 19  | Становништво од 3 до 5 година                                                                    | 13366    |
| 20  | Мушко становништво од 3 до 5 година                                                              | 6730     |
| 21  | Женско становништво од 3 до 5 година                                                             | 6636     |
| 22  | Становништво од 6 до 11 година                                                                   | 26848    |
| 23  | Мушко становништво од 6 до 11 година                                                             | 13673    |
| 24  | Женско становништво од 6 до 11 година                                                            | 13175    |
| 25  | Становништво од 8 до 14 година                                                                   | 31162    |
| 26  | Мушко становништво од 8 до 14 година                                                             | 15867    |
| 27  | Женско становништво од 8 до 14 година                                                            | 15295    |
| 28  | Становништво од 12 до 14 година                                                                  | 13360    |
| 29  | Мушко становништво од 12 до 14 година                                                            | 6742     |
| 30  | Женско становништво од 12 до 14 година                                                           | 6618     |
| 31  | Становништво од 15 до 17 година                                                                  | 14871    |
| 32  | Мушко становништво од 15 до 17 година                                                            | 7579     |
| 33  | Женско становништво од 15 до 17 година                                                           | 7292     |
| 34  | Становништво од 18 до 24 године                                                                  | 36353    |
| 35  | Мушко становништво од 18 до 24 године                                                            | 17717    |
| 36  | Женско становништво од 18 до 24 године                                                           | 18636    |
| 37  | Женско становништво од 15 до 49 година                                                           | 79185    |
| 38  | Становништво са 60 и више година                                                                 | 23340    |
| 39  | Мушко становништво са 60 и више година                                                           | 10063    |
| 40  | Женско становништво са 60 и више година                                                          | 13277    |
| 41  | Однос између мушкараца и жена                                                                    | 90.48    |
| 42  | Становништво од нуле до 14 година                                                                | 65575    |
| 43  | Становништво од 15 до 64 године                                                                  | 182107   |
| 44  | Становништво од 65 година и више                                                                 | 15194    |
| 45  | Просечан број деце                                                                               | 1.89     |
| 46  | Становништво рођено у ентитету                                                                   | 205313   |
| 47  | Мушко становништво рођено у ентитету                                                             | 97767    |
| 48  | Женско становништво рођено у ентитету                                                            | 107546   |
| 49  | Становништво рођено у другом ентитету                                                            | 55857    |
| 50  | Мушко становништво рођено у другом ентитету                                                      | 26104    |
| 51  | Женско становништво рођено у другом ентитету                                                     | 29753    |
| 52  | Становништво од 5 година и више резидентно у ентитету у јуну 2005. године                        | 225929   |
| 53  | Мушко становништво старосног доба од 5 година и више, резидентно у ентитету у јуну 2005. године  | 105988   |
| 54  | Женско становништво старосног доба од 5 и више година, резидентно у ентитету у јуну 2005. године | 119941   |
| 55  | Становништво од 5 година и више које је живело у другом ентитету у јуну 2005. године             | 13493    |
| 56  | Мушко становништво старије од 5 година које је живело у другом ентитету у јуну 2005. године      | 6671     |
| 57  | Женско становништво старије од 5 година које је живело у другом ентитету у јуну 2005. године     | 6822     |
| 58  | Становништво од 3 године и више које говори аутохтони језик                                      | 8101     |
| 59  | Мушко становништво старо 3 године и више које говори аутохтони језик                             | 4051     |
| 60  | Женско становништво старо 3 године и више које говори аутохтони језик                            | 4050     |
| 61  | Становништво од 3 године и више које говори аутохтони језик и не говори шпански језик            | 58       |
| 62  | Мушко становништво старо 3 године и више које говори аутохтони језик и не говори шпански         | 17       |
| 63  | Женско становништво старо 3 године и више које говори аутохтони језик и не говори шпански језик  | 41       |
| 64  | Становништво старо 3 године и више које говори аутохтони језик и шпански                         | 7473     |
| 65  | Мушко становништво старо 3 године и више које говори аутохтони језик и шпански                   | 3765     |
| 66  | Женско становништво старо 3 године и више које говори аутохтони језик и шпански                  | 3708     |
| 67  | Становништво од 5 година и више које говори аутохтони језик                                      | 8037     |
| 68  | Становништво од 5 година и више које говори аутохтони језик и не говори шпански језик            | 54       |
| 69  | Становништво од 5 година и више које говори аутохтони језик и говори шпански језик               | 7427     |
| 70  | Становништво у домородачким домаћинствима                                                        | 19024    |
| 71  | Становништво са ограничењима у активностима                                                      | 8509     |
| 72  | Становништво са ограниченим ходањем или кретањем, горе или доле                                  | 4690     |
| 73  | Становници са ограничењима вида, чак и уз кориштење сочива                                       | 2421     |
| 74  | Становништво са ограничењима говора, комуникације или конверзације                               | 702      |
| 75  | Становништво са ограниченим слухом                                                               | 1014     |
| 76  | Становништво са ограничењима при одевању, купању или јелу                                        | 564      |
| 77  | Становништво са ограничењима у опажању или учењу једноставних ствари                             | 475      |
| 78  | Становништво са менталним ограничењима                                                           | 877      |
| 79  | Становништво без ограничења активности                                                           | 253568   |
| 80  | Становништво од 3 до 5 година које не похађа школу                                               | 5493     |
| 81  | Мушко становништво од 3 до 5 година које не похађа школу                                         | 2779     |
| 82  | Женско становништво од 3 до 5 година које не похађа школу                                        | 2714     |
| 83  | Становништво од 6 до 11 година које не похађа школу                                              | 529      |
| 84  | Мушко становништво од 6 до 11 година које не похађа школу                                        | 295      |
| 85  | Женско становништво од 6 до 11 година које не похађа школу                                       | 234      |
| 86  | Становништво од 12 до 14 година које не похађа школу                                             | 545      |
| 87  | Мушко становништво од 12 до 14 година које не похађа школу                                       | 292      |
| 88  | Женско становништво од 12 до 14 година које не похађа школу                                      | 253      |
| 89  | Становништво од 15 до 17 година похађа школу                                                     | 11643    |
| 90  | Мушко становништво од 15 до 17 година похађа школу                                               | 5814     |
| 91  | Женско становништво између 15 и 17 година живота у школи                                         | 5829     |
| 92  | Становништво од 18 до 24 године похађа школу                                                     | 15627    |
| 93  | Мушко становништво од 18 до 24 године похађа школу                                               | 7673     |
| 94  | Женско становништво од 18 до 24 године похађа школу                                              | 7954     |
| 95  | Становништво од 8 до 14 година које не може да чита и пише                                       | 432      |
| 96  | Мушко становништво старосног доба од 8 до 14 година које не може да чита и пише                  | 263      |
| 97  | Женско становништво старосног доби од 8 до 14 година које не може да чита и пише                 | 169      |
| 98  | Становништво од 15 година и више које је неписмено                                               | 5633     |
| 99  | Мушко становништво од 15 година и више које је неписмено                                         | 1860     |
| 100 | Женско становништво од 15 година и више које је неписмено                                        | 3773     |
| 101 | Становништво старо 15 и више година без школовања                                                | 6371     |
| 102 | Мушко становништво старо 15 и више година без школовања                                          | 2254     |
| 103 | Женско становништво старо 15 и више година без школовања                                         | 4117     |
| 104 | Становништво старосног доба 15 и више година са непотпуним основним образовањем                  | 12061    |
| 105 | Мушко становништво старосног доба од 15 година и више са непотпуном основним образовањем         | 5216     |
| 106 | Женско становништво старосног доба 15 и више година са непотпуном основним образовањем           | 6845     |
| 107 | Становништво старо 15 и више година са комплетним основним образовањем                           | 21960    |
| 108 | Мушко становништво старо 15 година и више са комплетним основним образовањем                     | 9617     |
| 109 | Женско становништво старо 15 и више година са комплетним основним образовањем                    | 12343    |
| 110 | Становништво старосног доба 15 и више година са непотпуним средњим образовањем                   | 7158     |
| 111 | Мушко становништво старосног доба од 15 година и више са непотпуним средњим образовањем          | 3935     |
| 112 | Женско становништво старосног доба од 15 година и више са непотпуним средњим образовањем         | 3223     |
| 113 | Становништво старо 15 и више година са пуним секундарном образовањем                             | 41223    |
| 114 | Мушко становништво старосног доба од 15 година и више са пуним секундарном образовањем           | 20512    |
| 115 | Женско становништво старосног доба од 15 година и више са пуним секундарном образовањем          | 20711    |
| 116 | Становништво старије од 18 година са постосновним образовањем                                    | 99173    |
| 117 | Мушко становништво старије од 18 година са постосновним образовањем                              | 46117    |
| 118 | Женско становништво старије од 18 година са постосновним образовањем                             | 53056    |
| 119 | Просечна оцена школовања                                                                         | 10.62    |
| 120 | Просечан ниво образовања мушке популације                                                        | 10.78    |
| 121 | Просечан ниво образовања женског становништва                                                    | 10.48    |
| 122 | Економски активно становништво                                                                   | 120029   |
| 123 | Економски активна мушка популација                                                               | 70428    |
| 124 | Економски активна женска популација                                                              | 49601    |
| 125 | Становништво које није економски активно                                                         | 89981    |
| 126 | Мушко становништво које није економски активно                                                   | 27481    |
| 127 | Женско становништво које није економски активно                                                  | 62500    |
| 128 | Запослено становништво                                                                           | 114638   |
| 129 | Запослено мушко становништво                                                                     | 66667    |
| 130 | Запослено женско становништво                                                                    | 47971    |
| 131 | Незапослена популација                                                                           | 5391     |
| 132 | Незапослена мушка популација                                                                     | 3761     |
| 133 | Незапослена женска популација                                                                    | 1630     |
| 134 | Становништво без права на здравствене услуге                                                     | 89746    |
| 135 | Становништво које има право на здравствене услуге                                                | 172867   |
| 136 | Становништво које има право на ИМСС                                                              | 85487    |
| 137 | Становништво које има право на социјално осигурање                                               | 38521    |
| 138 | Становништво које има право на државно социјално осигурање                                       | 2574     |
| 139 | Становништво које има право на опште осигурање или здравствено осигурање за нову генерацију      | 39917    |
| 140 | Становништво које је било једном или није било у браку током 12 година и више                    | 78300    |
| 141 | Венчано или уједињено становништво од 12 година и више                                           | 109137   |
| 142 | Становништво које је било у браку или уједињено 12 година и више                                 | 22984    |
| 143 | Становништво са католичком религијом                                                             | 216445   |
| 144 | Протестанти, еванђелисти и библијски следбеници различити од еванђелиста                         | 28984    |
| 145 | Становништво са другим религијама различитим од претходних                                       | 634      |
| 146 | Становништво без религије                                                                        | 11901    |
| 147 | Укупно пописаних домаћинства                                                                     | 71264    |
| 148 | Пописна домаћинства на челу са мушкарцима                                                        | 50126    |
| 149 | Пописна домаћинства на челу са женама                                                            | 21138    |
| 150 | Становништво у пописним домаћинствима                                                            | 261468   |
| 151 | Становништво у пописним домаћинствима на челу са мушкарцима                                      | 194569   |
| 152 | Становништво у пописним домаћинствима на челу са женама                                          | 66899    |
| 153 | Укупно домаћинстава                                                                              | 98553    |
| 154 | Укупно насељених домаћинстава                                                                    | 72920    |
| 155 | Укупно приватних кућа                                                                            | 96897    |
| 156 | Насељени приватни домови                                                                         | 71264    |
| 157 | Укупно насељених приватних кућа                                                                  | 72903    |
| 158 | Ненасељене приватне куће                                                                         | 16711    |
| 159 | Појединачна домаћинства за привремену употребу                                                   | 8922     |
| 160 | Становници у насељеним приватним кућама                                                          | 261468   |
| 161 | Насељеност станара у приватним становима                                                         | 3.67     |
| 162 | Просечно становника по соби у приватним насељеним домаћинствима                                  | 0.83     |
| 163 | Појединачна домаћинства са подовима од различитих материјала од земље                            | 69338    |
| 164 | Појединачна домаћинства у приземљу                                                               | 1639     |
| 165 | Појединачна домаћинства са једном спаваћом собом                                                 | 17870    |
| 166 | Појединачна домаћинства са две спаваће собе и више                                               | 53254    |
| 167 | Појединачна домаћинства са једним собом                                                          | 2819     |
| 168 | Појединачна домаћинства са две собе                                                              | 7091     |
| 169 | Појединачна домаћинства са 3 собе и више                                                         | 61144    |
| 170 | Појединачна домаћинства која имају електрично светло                                             | 70579    |
| 171 | Појединачна домаћинства која немају електрично светло                                            | 578      |
| 172 | Појединачна домаћинства која имају водоводну воду у стамбеном простору                           | 68076    |
| 173 | Појединачна домаћинства која немају водоводну воду у стамбеном простору                          | 2980     |
| 174 | Појединачна домаћинства која имају тоалет                                                        | 70630    |
| 175 | Појединачна домаћинства која имају канализацију                                                  | 70378    |
| 176 | Појединачна домаћинства која немају канализацију                                                 | 665      |
| 177 | Појединачна домаћинства која имају електрично светло, довод воде из јавне мреже и канализацију   | 67526    |
| 178 | Појединачна домаћинства без икаквих услова                                                       | 373      |
| 179 | Појединачна домаћинства која имају радио                                                         | 64103    |
| 180 | Појединачна домаћинства која имају телевизор                                                     | 69272    |
| 181 | Појединачна домаћинства која имају фрижидер                                                      | 61201    |
| 182 | Појединачна домаћинства која имају машину за веш                                                 | 49540    |
| 183 | Појединачна домаћинства која имају аутомобил или комби                                           | 37839    |
| 184 | Појединачна домаћинства која имају рачунар                                                       | 31489    |
| 185 | Појединачна домаћинства која имају фиксну телефонску линију                                      | 38688    |
| 186 | Појединачна домаћинства која имају мобилни телефон                                               | 58028    |
| 187 | Појединачна домаћинства која имају приступ интернету                                             | 23059    |